# Diocesi di Eracleopoli Maggiore
La diocesi di Eracleopoli Maggiore è una sede soppressa del patriarcato di Alessandria e una sede titolare della Chiesa cattolica (in latino Dioecesis Heracleopolitana).

## Storia
Eracleopoli Maggiore, chiamata anche Eracleopoli Superiore, nei pressi di Henassiyeh-El-Medineh (Ihnasiya al-Madina), è un'antica sede episcopale della provincia romana dell'Arcadia nella diocesi civile d'Egitto. Faceva parte del patriarcato di Alessandria ed era suffraganea dell'arcidiocesi di Ossirinco.
Il primo vescovo conosciuto di questa antica diocesi egiziana è Pietro, che nella prima parte della sua carriera ecclesiastica aveva aderito allo scisma meleziano. Infatti, il suo nome appare nella lista, trasmessaci da Atanasio di Alessandria, dei vescovi meleziani che Melezio di Licopoli inviò all'arcivescovo Alessandro di Alessandria all'indomani del concilio di Nicea del 325. In alcune liste dei prelati che presero parte al concilio niceno, si trova anche il nome del vescovo "Pietro di Eraclea". Lo stesso vescovo, ritornato all'ortodossia, fece parte del gruppo di vescovi, sostenitori di Atanasio, che prese parte al concilio di Tiro del 335, e che, al termine del concilio, accompagnò lo stesso Atanasio, dopo la sua condanna, a Costantinopoli.
Due papiri documentano l'esistenza di un vescovo di nome Eraisco, proprietario terriero a Eracleopoli tra il 320 e il 330, identificato con il vescovo omonimo che si trovò ad Alessandria nel mese di maggio del 335 in una riunione di vescovi meleziani, in preparazione al concilio di Tiro previsto per quell'anno. In quest'occasione i vescovi meleziani subirono la persecuzione da parte dei sostenitori di Atanasio, e lo stesso Eraisco subì violenze e la carcerazione.
Ad Eracleopoli Maggiore viene attribuito anche il vescovo Ammona, di cui parla la Lettera festale XL del 368, nella quale Atanasio invita l'abate Ammona di Pispir ad accettare l'episcopato; nella lettera non si fa menzione della sede cui l'abate viene destinato. Secondo Martin, il monastero di Pispir si trovava tra le città di Eracleopoli Maggiore e di Arsinoe, ed è ad una di queste due sedi che dovrebbe essere attribuito il vescovo Ammona. Di questo monaco è stato conservato un corpus di lettere.
Nella prima metà del V secolo la sede di Eracleopoli Maggiore era occupata dal vescovo Eraclide, che prese parte al concilio di Efeso del 431 e al secondo concilio di Efeso del 449. Le fonti papirologiche hanno trasmesso i nomi dei vescovi Abramo (V secolo), Paolo (menzionato nel 534), Sereno (VI secolo) e Dioscoro, di epoca sconosciuta.
Sono noti anche i nomi di due vescovi copti: Samuele, che prese parte ad un sinodo patriarcale nel 1086; e Gabriele, documentato nel 1346.
Dal 1933 Eracleopoli Maggiore è annoverata tra le sedi vescovili titolari della Chiesa cattolica; la sede è vacante dal 5 marzo 1973. Due sono i vescovi nominati a questa sede: Paolo Meletijew, vescovo ordinante per i chierici russi di rito bizantino residenti a Roma; e Paul-Pierre Philippe, segretario della Congregazione per i religiosi.

## Cronotassi

### Vescovi greci
- Pietro † (prima del 325 - dopo il 335)
- Eraisco † (documentato tra il 320 circa e il 335) (vescovo Meleziano)
- Ammona ? † (368 - )
- Eraclide † (prima del 431 - dopo il 449)[12]
- Abramo ? † (V secolo)
- Paolo † (menzionato nel 534)
- Sereno † (VI secolo)
- Dioscoro †

### Vescovi copti
- Samuele † (menzionato nel 1086)
- Gabriele † (menzionato nel 1346)

### Vescovi titolari latini
- Paolo Meletijew † (26 ottobre 1946 - 19 maggio 1962 deceduto)
- Paul-Pierre Philippe, O.P. † (28 agosto 1962 - 5 marzo 1973 nominato cardinale diacono di San Pio V a Villa Carpegna)